# خطة محو الأمية البيئية
خطة محو الأمية البيئية (ELP) تشير إلى خطة تعليمية حكومية تهدف إلى تعليم كيفية تداخل النظم البيئية والأنظمة البشرية، خاصةً كيف تؤثر اختيارات الاستهلاك التي يقوم بها الإنسان على قدرته على العيش بشكل مستدام. تعتبر خطط (ELP) جزءًا أساسيًا من حركة لا طفل يُترك داخلًا (NCLI) لعام 2008، والتي أقرها مجلس النواب الأمريكي في 18 سبتمبر 2008. وكما هو موضح في قانون NCLI لعام 2008، يجب أن تحتوي خطط (ELP) على العديد من البنود الواضحة والمحددة. تقوم الرابطة الأمريكية الشمالية للتعليم البيئي (NAAEE) بتلخيص قانون (NCLI) في خمسة مكونات تسمح للولايات بأن تصبح مؤهلة للحصول على التمويل المخصص من خلال قانون NCLI.

## الغرض من خطة محو الأمية البيئية
تهدف خطة محو الأمية البيئية إلى إنشاء خطة تعليمية شاملة لمحو الأمية البيئية يمكن تقييمها بناءً على نتائج تعلم الطلاب. يحدد تشريع (NCLI) الأهداف على النحو التالي: تعزيز معايير المحتوى والتحصيل، تطوير أو نشر الابتكارات أو البرامج النموذجية، البحث، خاصةً في دمج التعليم البيئي في دراسة المواد الأخرى، وإجراءات بناء القدرات لزيادة عدد معلمي التعليم البيئي في المدارس الابتدائية والثانوية.

## التعريف
تشير خطة محو الأمية البيئية (ELP) إلى خطة تعليمية حكومية تهدف إلى تعليم كيفية تداخل النظم البيئية والأنظمة البشرية، خاصةً كيف تؤثر اختيارات الاستهلاك التي يقوم بها الإنسان على قدرته على العيش بشكل مستدام. تعتبر خطط (ELP) جزءًا أساسيًا من حركة "لا طفل يُترك داخلًا" (NCLI) لعام 2008، والتي أقرها مجلس النواب الأمريكي.

## معايير الدولة، مجالات المحتوى، والدورات أو المواد
تتضمن خطط محو الأمية البيئية معايير محتوى محو الأمية البيئية في الصفوف من مرحلة ما قبل الروضة حتى الصف الثاني عشر. يتم دمج معايير محو الأمية البيئية في المنهج الدراسي إما من خلال دمج المحتوى أو كمواضيع تعلم مستقلة. "يجب إيلاء الاهتمام للنتائج التعليمية الإلزامية ومحتوى المنهج الدراسي والاختبارات المعيارية والمناهج التعليمية". مطلوب معايير تعلم واضحة ومدعومة لضمان أن الخريجين من المدارس الثانوية يمتلكون درجة محددة من محو الأمية البيئية.

## متطلبات التخرج من المدرسة الثانوية
يشمل أحد مكونات خطة محو الأمية البيئية النظر في كيفية دمج محو الأمية البيئية في متطلبات التخرج بالولاية. لذلك، يجب أن تتماشى الدورات الدراسية في المدارس الثانوية مع موضوع محو الأمية البيئية، وتقديم فرص برمجة للطلاب، أو يجب أن يكون الحصول على اعتمادات في محو الأمية البيئية شرطًا للتخرج.

## التطوير المهني
توفر خطة محو الأمية البيئية بنودًا لتحضير المعلمين قبل الخدمة وأثناء الخدمة. يجب أن يدعم تحضير المعلمين في مجال محو الأمية البيئية التعلم باستخدام استراتيجيات التعلم المستندة إلى المكان والتعلم التجريبي. "عمل إعادة توجيه تعليم المعلمين لقيم الاستدامة أمر حيوي لإنشاء فهم جديد لأنفسنا ومكاننا في المجتمعات، في العالم الحي، وفي تقاليد التبادل العلائقي التي ستدعمنا جميعًا".

## تقييم محو الأمية البيئية
يجب أن تحتوي خطة محو الأمية البيئية الأولية على وصف مفصل لكيفية قيام وكالة التعليم الحكومية بتقييم وقياس التعلم الذي تحقق من خلال تنفيذ خطة محو الأمية البيئية. سيقوم تقييم محو الأمية البيئية للطلاب بقياس مدى نجاح خطة محو الأمية البيئية.

## التنفيذ والدعم
سيتم تناول القضايا اللوجستية والتنفيذية الرئيسية في خطة محو الأمية البيئية. يعد التخطيط للتمويل والدعم المستقبلي أحد المكونات الأساسية لخطة محو الأمية البيئية. كما هو محدد في قانون (NCLI) لعام 2008، ينخفض التمويل بعد السنة الأولى من التنفيذ ويقل تدريجياً إلى 50% من إجمالي نفقات البرنامج. تحدد خطة محو الأمية البيئية وتتوقع مصادر التمويل المستقبلية لبرنامج محو الأمية البيئية الحكومي. كما تأخذ خطة محو الأمية البيئية في الاعتبار كيفية دمج التشريعات والمبادرات المتعلقة بالتعليم الفيدرالي والولائي، مثل (IDEA) أو تمويل (STEM)، في البرنامج العام لمحو الأمية البيئية.